# Chrysiptera galba
Chrysiptera galba là một loài cá biển thuộc chi Chrysiptera trong họ Cá thia. Loài này được mô tả lần đầu tiên vào năm 1974.

## Từ nguyên
Tính từ định danh galba trong tiếng Latinh có nghĩa là "màu vàng", hàm ý đề cập đến màu sắc cơ thể đặc trưng của loài cá này.

## Phạm vi phân bố và môi trường sống
C. galba được tìm thấy tại quần đảo Cook (quốc gia liên kết của New Zealand), quần đảo Australes, quần đảo Gambier và đảo Rapa Iti (đều thuộc Polynésie thuộc Pháp), cũng như quần đảo Pitcairn (Lãnh thổ hải ngoại của Anh). Chúng sống tập trung ở các rạn viền bờ, độ sâu đến ít nhất là 30 m.

## Mô tả
Chiều dài lớn nhất được ghi nhận ở C. galba là 7 cm. C. galba có duy nhất một màu vàng tươi như chim hoàng yến, bắt nguồn cho cái tên thông thường của loài này (Canary demoiselle). Vây bụng, vây lưng và vây hậu môn có viền xanh lam. Vảy có viền vàng sẫm hơn, tạo thành kiểu hình mắt lưới trên thân của chúng. Mống mắt vàng tươi, có cặp sọc xanh lam băng ngang đồng tử.
Số gai ở vây lưng: 13; Số tia vây ở vây lưng: 13–15; Số gai ở vây hậu môn: 2; Số tia vây ở vây hậu môn: 14–16; Số gai ở vây bụng: 1; Số tia vây ở vây bụng: 5.

## Sinh thái học
Thức ăn của C. galba là tảo và động vật phù du. Cá đực có tập tính bảo vệ và chăm sóc trứng; trứng có độ dính và bám chặt vào nền tổ.